# Ntafebuh
Ntafebuh est un village rattaché à la commune de Bamenda Ier dans le département de la Mezam et la région du Nord-Ouest au Cameroun. 

## Population et sociétés
Ntafebuh comptait 359 habitants lors du recensement de 2005.